# Luigi Barbarito
Luigi Barbarito (19 avril 1922 – 12 mars 2017) est un prélat italien de l'Église catholique. Il occupe le rang d'archevêque tout en servant comme nonce dans le service diplomatique du Saint-Siège de 1969 à 1997.

## Jeunesse
Né à Atripalda le 19 avril 1922, Barbarito étudie au séminaire du diocèse d'Avellino et au Séminaire pontifical de Bénévent. Il est ordonné prêtre le 20 août 1944

## Diplomate
Pour se préparer à une carrière diplomatique, il termine le cursus d'études à l'Académie ecclésiastique pontificale en 1951.
Le 11 juin 1969, le pape Paul VI nomme Barbarito nonce apostolique en Haïti et archevêque titulaire de Fiorentino (de). Il reçoit son ordination épiscopale des mains du cardinal Amleto Giovanni Cicognani, avec comme co-consécrateurs l'archevêque Agostino Casaroli et l'évêque Pasquale Venezia.
Le 5 avril 1975, le pape Paul le nomme nonce apostolique au Niger (en) et au Sénégal ainsi que délégué apostolique au Mali (en), en Mauritanie (en) et en Guinée-Bissau (en).
Le 10 juin 1978, le pape Paul le nomme nonce apostolique en Australie (en).
Le 21 janvier 1986, le pape Jean-Paul II le nomme pro-nonce apostolique en Grande-Bretagne. 
Son titre change en nonce apostolique en Grande-Bretagne le 13 avril 1993. Le pape Jean-Paul II accepte la démission de Barbarito le 31 juillet 1997
Il décède le 12 mars 2017 à Pietradefusi et est enterré dans l'église Saint-Hippolyte d'Atripalda, l'église où il a été baptisé.

## Distinctions et titres
En 1994, Barbarito devient doyen du Corps diplomatique à Londres, le diplomate étranger en poste le plus ancien. Barbarito est nommé chevalier Grand-Croix honoraire de l'Ordre royal de Victoria (GCVO) par la reine Élisabeth II en 1996. En décembre 2013, Barbarito est décoré du titre de Chevalier écclésiastique Grand Croix de Grâce de l'Ordre sacré et militaire constantinien de Saint-Georges, un ordre dans lequel il a été investi pour la première fois en 1986.